# Nils Lundell
Nils Lundell (23 de diciembre de 1889 - 11 de julio de 1943) fue un actor teatral y cinematográfico de nacionalidad sueca. 

## Biografía
Su nombre completo era Nils Johan Israel Lundell, y nació en Estocolmo, Suecia. Desde el inicio de su carrera Lundell trabajó para varias compañías teatrales itinerantes. Debutó en 1907 con la compañía de Anna Lisa Hwasser-Engelbrecht, siguiendo con la de Håkon Nilsson en 1908, la de Karin Swanström en 1911–1914, actuó para la organización Skådebanan en 1914–1917, pasó a la compañía de Hjalmar Selander en 1917–1918 y, finalmente, para la de Albert Ranft. En 1918 pasó al Komediteatern, y a mediados de los años 1920 al Komediteatern, en el cual actuó hasta 1938. También se formó en el extranjero entre 1921 y 1922.
Debutó en el cine en 1913 con la cinta Ingeborg Holm, participando a lo largo de su carrera en una cincuentena de producciones cinematográficas.
Nils Lundell, que sufría una enfermedad pulmonar crónica, falleció en Estocolmo en 1943, a los 53 años de edad. Sus restos descansan en el columbario de la Iglesia Gustav Vasa, en Estocolmo. Había estado casado con la actriz Mimi Pollak y, desde 1942, con Siri Jernberg Berggren.

## Filmografía (selección)
- 1943 : Sjätte skottet
- 1943 : Fångad av en röst
- 1943 : Anna Lans
- 1943 : I brist på bevis
- 1942 : Rid i natt!
- 1942 : Ta hand om Ulla
- 1942 : Gula kliniken
- 1942 : Fallet Ingegerd Bremssen
- 1942 : Morgondagens melodi
- 1941 : I paradis...
- 1941 : Tänk, om jag gifter mig med prästen
- 1941 : Striden går vidare
- 1939 : Vi på Solgläntan
- 1938 : Du gamla du fria
- 1938 : Sol över Sverige
- 1937 : Skicka hem nr. 7
- 1936 : Raggen – det är jag det
- 1936 : Kvartetten som sprängdes
- 1935 : Skärgårdsflirt
- 1934 : Havets melodi
- 1934 : Äventyr på hotell
- 1934 : Hon eller ingen
- 1934 : Uppsagd
- 1934 : Kvinnorna kring Larsson
- 1933 : Djurgårdsnätter
- 1933 : En natt på Smygeholm
- 1933 : Inled mig i frestelse
- 1932 : Hans livs match
- 1932 : Kärlek och kassabrist
- 1932 : Värmlänningarna
- 1932 : Svarta rosor
- 1931 : Markurells i Wadköping
- 1931 : Brokiga blad
- 1931 : En natt
- 1931 : Längtan till havet
- 1926 : Sven Klingas levnadsöde
- 1925 : Karl XII
- 1925 : Bröderna Östermans huskors
- 1924 : 33.333
- 1924 : En piga bland pigor
- 1924 : Halta Lena och vindögda Per
- 1924 : Livet på landet
- 1924 : Carl XII:s kurir
- 1923 : Eld ombord
- 1922 : Vem dömer
- 1922 : Kärlekens ögon
- 1921 : En lyckoriddare
- 1921 : En vildfågel
- 1921 : Kvarnen
- 1920 : Karin Ingmarsdotter
- 1919 : Sången om den eldröda blomman
- 1918 : Fyrvaktarens dotter
- 1917 : Thomas Graals bästa film
- 1917 : Mellan liv och död
- 1913 : Ingeborg Holm

## Teatro (selección)

### Actor
- 1919 : Titeln, de Arnold Bennett, dirección de Einar Fröberg, Komediteatern[3]
- 1919 : Ambrosius, de Christian Molbech, dirección de Einar Fröberg, Komediteatern[4]
- 1919 : Individernas förbund, de Einar Fröberg, dirección de Einar Fröberg, Komediteatern[5]
- 1919 : Segergudinnan, de Ernst Didring, Komediteatern[6]
- 1919 : Den nya garnisonen, de Louis Angely y C. G. Etienne, dirección de Josua Bengtson, Komediteatern[7]
- 1920 : Barnsölet, de Ludvig Holberg, dirección de Rune Carlsten, Komediteatern[8]
- 1920 : Aigretten, de Dario Niccodemi, dirección de Einar Fröberg, Komediteatern[9]
- 1920 : Änkleken, de William Somerset Maugham, dirección de Rune Carlsten, Komediteatern[10]
- 1920 : Öga för öga, de John Galsworthy, dirección de Einar Fröberg, Komediteatern[11]
- 1920 : Min far hade rätt, de Sacha Guitry, dirección de Einar Fröberg, Komediteatern[12]
- 1920 : Fästningen faller, de Sacha Guitry, Komediteatern[13]
- 1920 : 2 X 2 som 5, de Gustav Wied, Komediteatern[14]
- 1921 : En hustru för mycket, de Francis de Croisset, dirección de Einar Fröberg, Komediteatern[15]
- 1921 : Himlens hemlighet, de Pär Lagerkvist, dirección de Einar Fröberg, Komediteatern[16]
- 1922 : Hasard, de Alfred Savoir, dirección de Vilhelm Bryde, gira[17][18]
- 1923 : Din nästas fästmö, de Adelaide Matthews y Anne Nichols, dirección de Ernst Eklund, Blancheteatern[19]
- 1923 : Rika morbror, de August Blanche, dirección de Albert Ståhl, Blancheteatern[20]
- 1924 : Grevinnan Lolotte, de Leopold Lipschütz, dirección de Ernst Eklund, Blancheteatern[21]
- 1924 : Odygdens belöning, de Félix Gandéra y Claude Gevel, dirección de Karin Swanström, Blancheteatern[22]
- 1924 : Reggies bröllop, de Edward Salisbury Field, dirección de  Ernst Eklund, Blancheteatern[23]
- 1924 : Vännen Lorel, de Adrien Vély y H. R. Girardet, dirección de Tollie Zellman, Komediteatern[24]
- 1924 : Fördraget i Auteuil, de Louis Verneuil, dirección de Einar Fröberg, Blancheteatern[25]
- 1924 : Dockan, de André Picard y Val André Jaeger-Schmidt, dirección de Karin Swanström, Blancheteatern[26]
- 1925 : Min polska kusin, de Louis Verneuil, dirección de Karin Swanström, Blancheteatern[27]
- 1925 : Mr Pim tittar in, de A. A. Milne, dirección de Mathias Taube, Blancheteatern[28]
- 1926 : En tillfällig äkta man, de Edward A. Paulton, dirección de Einar Fröberg, Blancheteatern[29]
- 1926 : Hans majestät får vänta, de Oscar Rydqvist, dirección de Einar Fröberg, Komediteatern[30]
- 1927 : Buketten, de André Birabeau y Georges Dolley, dirección de Erik Berglund, Komediteatern[31]
- 1927 : Mysteriet Milton, de Edgar Wallace, dirección de Ernst Eklund, Komediteatern[32]
- 1927 : Hans majestät får vänta, de Oscar Rydqvist, dirección de Einar Fröberg, Komediteatern[33]
- 1928 : Indianer och vita, de Axel Berggren, dirección de Albert Ståhl, Komediteatern[34]
- 1928 : Alla ha rätt, de Luigi Pirandello, dirección de Ernst Eklund, Komediteatern[35]
- 1928 : Mördaren, de Hildur Dixelius, dirección de Ernst Eklund, Komediteatern[36]
- 1929 : S.k. kärlek, de Edwin J. Burke, dirección de Harry Roeck-Hansen, Djurgårdsteatern[37]
- 1929 : La ópera de los tres centavos, de Bertolt Brecht y Kurt Weill, dirección de Ernst Eklund, Komediteatern[38]
- 1930 : God morgon, Bill, de P. G. Wodehouse y Ladislaus Fodor, dirección de Gösta Cederlund, Komediteatern[39][40]
- 1931 : Ett tu tre, de Ferenc Molnár, dirección de Bjørn Bjørnson, Teatro Oscar[41]
- 1931 : Du skall säga nej, de August Brunius, dirección de John W. Brunius, Teatro Oscar[42]
- 1931 : Mozart, de Sacha Guitry, dirección de Ragnar Hyltén-Cavallius, Teatro Oscar[43]
- 1931 : Peter Pan, de James Matthew Barrie, dirección de Palle Brunius, Teatro Oscar[44]
- 1932 : Fanny, de Marcel Pagnol, dirección de Pauline Brunius, Teatro Oscar[45]
- 1932 : Vi som går köksvägen, de Gösta Stevens, dirección de Nils Lundell, Södra Teatern[46][47]
- 1933 : Ett leende år, de Gösta Stevens y Kar de Mumma, dirección de Björn Hodell, Södra Teatern[48]
- 1933 : Sverige är räddat, de Erik Lindorm, Folkan[49]
- 1933 : En kvinna med flax, de Brita von Horn, dirección de Per-Axel Branner, Folkan[50][51]
- 1935 : Tovaritch, de Jacques Deval, dirección de Carlo Keil-Möller, Göteborgs stadsteater[52]
- 1935 : Den Politiske Kandestøber, de Ludvig Holberg, dirección de Knut Ström, Göteborgs stadsteater[53]

### Director
- 1932 : Vi som går köksvägen, de Gösta Stevens, Södra Teatern